# Nice Device
Nice Device var en dansk pop-gruppe der blev dannet i 1992.
Gruppens arbejde resulterede bl.a. i 500.000 solgte eksemplarer af singlen "Cool Corona", grammyer for årets nye navn og årets hit i 1994, turnéer i Danmark, samt diverse optrædener i Tyskland og Østrig.
Gruppen nåede at udgivet to albums. Debutablummet The Album fra 1993 og Get Inside fra 1995.
I sommeren 1996 besluttede Nice Device at stoppe, for hver især at forfølge egne musikalske mål.

## Diskografi
- The Album (1993)
- Get Inside (1995)